# Orgacid

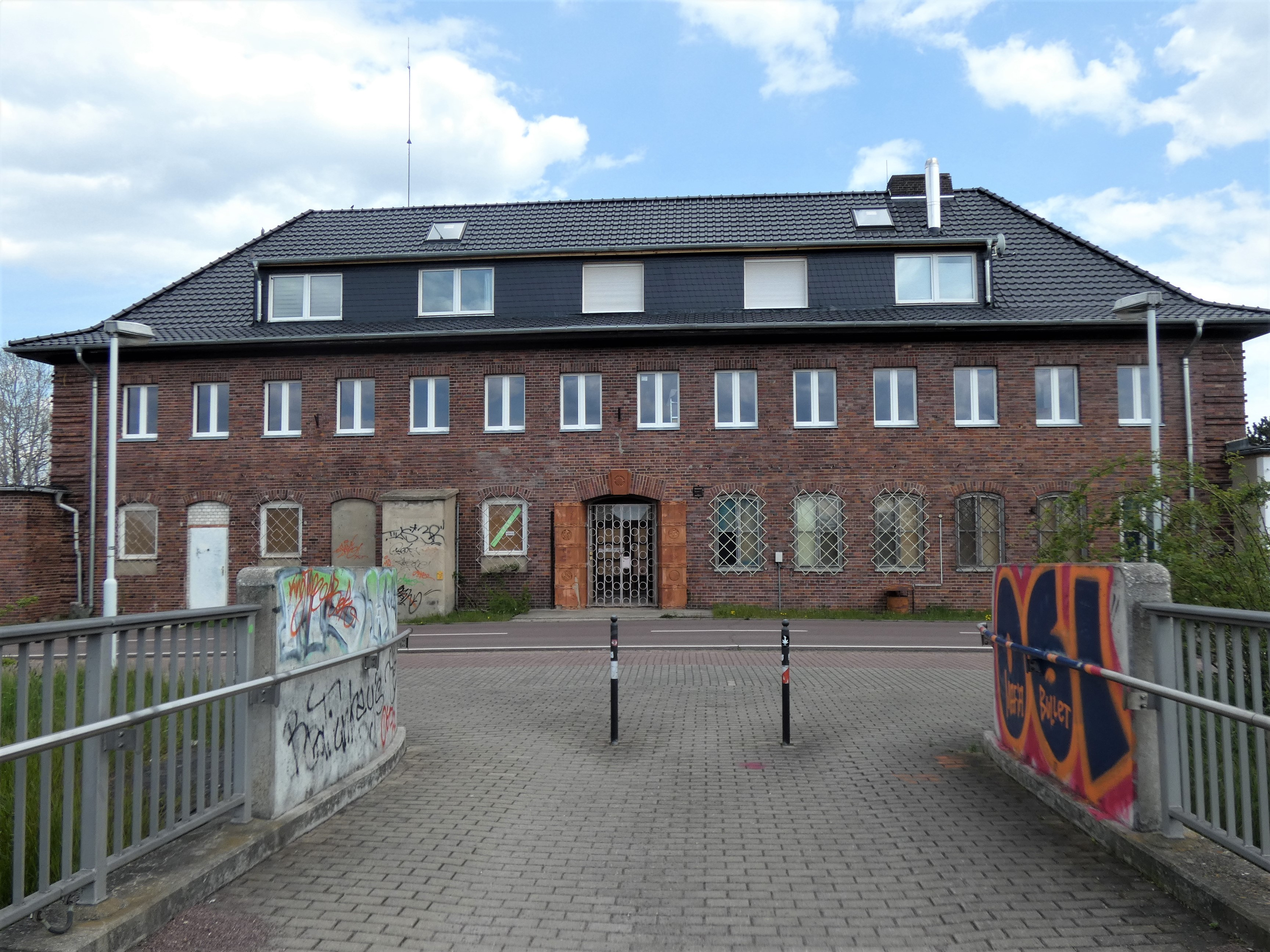
Ehemaliges Verwaltungsgebäude als Relikt des Orgacid-Werkes

Die ORGACID GmbH war ein Unternehmen der chemischen Industrie in Ammendorf bei Halle (Saale), das am 23. November 1934 im Berliner Handelsregister eingetragen wurde. Die Orgacid war eine Tochtergesellschaft der Essener Goldschmidt AG und der Berliner Degea und wurde nach dem Montan-Schema durch den Staat gefördert.

## Werk Ammendorf
Das Betriebsgelände des ehemaligen Werks in Ammendorf lag an der Camillo-Irmscher-Straße im heutigen halleschen Stadtteil Ammendorf/Beesen. Die Anlagen wurden in den 1930er Jahren errichtet. 1935 begann man mit der Einlagerung von Oxol. Im Zweiten Weltkrieg war das Werk die zweitgrößte Fabrik Deutschlands für Chemiewaffen. Bis 1942 wurden hier etwa 26.000 Tonnen S-Lost (Senfgas) hergestellt und zur Abfüllstation am nahegelegenen Gleisanschluss gepumpt. US-amerikanische Truppen besetzten das Werk 1945 und übergaben es im Mai 1945 an die sowjetischen Streitkräfte. Die Sowjetische Besatzungsmacht demontierte das Werk teilweise und sprengte oberirdisch die Reste. Als einziger Bau blieb das Orgacid-Verwaltungsgebäude vollständig sowie acht unterirdische Zisternen in Teilen erhalten.
Nach Angaben der Inspektoren der Streitkräfte der Vereinigten Staaten anlässlich der Übergabe an die sowjetische Besatzungsmacht befanden sich am 9. Mai 1945 an flüssigen Kampfstoffen auf dem Gelände:
- 445 Tonnen Sommerlost (Anteil an Schwefel-Lost <+021+> 88 %)
- 174 Tonnen Winterlost (Gemisch aus Schwefel-, Propyl- und Sauerstofflost),
- 006 Tonnen Stickstofflost.

Nach Angaben des Deutschen Bundestags liegen keine gesicherten Aufzeichnungen über die Vernichtung der Kampfstoffe vor. Etwa 558 t wurden im Kohlekraftwerk des Plastwerks Ammendorf sowie im Chemiewerk Dessau-Kapen verbrannt, die restlichen 67 t wurden verbrannt, nachdem sie gemeinsam mit kampfstoffangereichertem Wasser 1953/1954 nach Kapen verbracht wurden. Im Jahr 1957 wurde das Baugelände komplett abgesperrt, die Neutralisation des Bodens und die Entgiftungsarbeiten wurde im Jahr 1958 abgeschlossen. 1990 legten Kinder beim Spielen die vermauerten Zugänge zur Fabrik frei. Fünf der 20 Meter langen, gefliesten Katakomben enthielten noch das Hautgift Lost, 20 Tonnen wurden durch einen ABC-Zug der Nationalen Volksarmee abgepumpt, zudem erfolgte die Neutralisation von etwa 600 Kubikmetern Kampfstoffspuren enthaltendem Sickerwasser mittels Calciumhypochlorit. Unter einem Lagerplatz des Fernmeldebauamts 401 der Deutschen Post wurde die Steuerzentrale und eine Abfüllanlage vermutet, die als „schärfste Umweltbombe“ bezeichnet wurde.
1991 wurde wegen „starker Kontamination mit Kriegsaltlasten“ und einer „Gefährdung für Menschen und Umwelt“ eine Totalsanierung einer Fläche von 10 Hektar empfohlen. Eine gründliche Sanierung wurde mit etwa 90 Millionen DM angesetzt, eine Verfüllung und Begrünung mit 180.000 DM. In den Zellen der Lagerbunker befanden sich 1995 laut den dem Bundestag vorliegenden Gutachten keine Boden- und Grundwasserbelastungen durch Kampfstoffe mehr, Kampfmittelspuren in den Bunkerwänden wurden nicht ausgeschlossen. Die Öffnungen der Zisternen wurden verschlossen und eine einzelne mit einer Probenahmevorrichtung ausgestattet. Der Bunkerkomplex wurde mit einer 1 Meter starken Erdschicht überdeckt und begrünt. Heute befinden sich auf dem Firmengelände noch acht weit verzweigte, grün geflieste Zisternen, die nicht vollständig entgiftet sind.
Da Abbauprodukte des Kampfstoffes Lost im Jahre 2019 auf dem Gelände nachgewiesen wurden, ließ die Stadt ein Gutachten erstellen, das weitere Bodenuntersuchungen empfahl. Der Leiter des städtischen Umweltamts, Steffen Johannemann, erklärte am 30. Juni 2022, dass das dortige Grundwasser in die Weiße Elster abfließt.